# Немічев Костянтин Віталійович
Костянти́н Віта́лійович Не́мічев (нар. 10 січня 1996, Харків, Україна) — український військовий та політичний діяч. Ексбоєць полку «Азов». Голова харківського обласного осередку політичної партії «Національний корпус». Голова громадської ради при харківській державній адміністрації. Командир спецпідрозділу «KRAKEN» та офіцер ГУР МО станом на початок 2023 року.

## Життєпис
Костянтин Немічев народився 10 січня 1996 року у місті Харкові у родині електромонтажника та виховательки дошкільного закладу.
До 2010 року навчався у СЗШ № 11. У 2010 році перейшов до СЗШ № 61, яку закінчив у 2012 році. У 2016 році закінчив Харківський коледж будівництва, архітектури та дизайну, факультет «Будівництво та експлуатація споруд». У 2020 році закінчив Харківський національний університет будівництва та архітектури за спеціальністю «Будівництво». 
У 2023 захистив магістра у Харківському національному університеті імені В. Н. Каразіна. Освітня програма «Публічна політика і управління в умовах гібридних загроз». Спеціальність: Публічне управління та адміністрування.  
Учасник ультрас-руху ФК Металіст.
З 2014 року Немічев став одним із ключових публічних лідерів, які системно розвивали проукраїнський рух у Харкові. Організовує патріотичні заходи, ініціює молодіжні та освітні програми, допомагає з адаптацією ветеранів, пропагує спорт і здоровий спосіб життя.

## Російсько-українська війна
Був учасником Революції гідності та брав участь у захисті Харкова від проросійського заколоту навесні 2014 року.
У 2014⁣ — ⁣2016 — служив у батальйоні та полку «Азов», де отримав звання сержанта.
Брав участь у боях за Широкине, обороні Маріуполя.
На початку повномасштабного вторгнення у 2022 році, для боротьби з російськими окупантами, в Харкові, разом з Сергієм Величком, створив спецпідрозділ «KRAKEN», який став одним з найбоєздатніших і найвідоміших підрозділів Української армії.
Під керівництвом підрозділ брав участь у боях за Харків, Харківську область(Харківський контрнаступ), Соледар, Куп’янськ, Бахмут, Часів Яр, Оріхове. 

### Штаб оборони Харківщини
У січні 2022 року Костянтин Немічев ініціював створення '''Штабу оборони Харківщини'''. До участі долучилися ветерани, представники громадських організацій і депутати. 
На першому засіданні були розглянуті можливі сценарії повномасштабної війни, перевірка готовності територіальної оборони, бомбосховищ і фортифікаційних споруд, а також ухвалене рішення про проведення маршу «Харків — це Україна» як публічної демонстрації проукраїнської позиції міста. 
Із 2021 року, у відповідь на концентрацію російських військ біля кордонів, Немічев організував масштабну програму військово-патріотичних вишколів для цивільного населення. До початку вторгнення підготовку пройшли понад 5000 осіб, які стали основою оборони Харкова в перші дні війни.
19 лютого 2022 року''' відбувся останній довоєнний вишкіл, який зібрав понад 800 учасників. Це стало свідченням високої мобілізаційної готовності харків'ян.

### Внесок у відновлення Харківської області
Після деокупації частини Харківської області Немічев сприяв організації гуманітарної допомоги мешканцям звільнених територій. Він залучав благодійні фонди до відновлення інфраструктури, а також організовував логістику доставки їжі та ліків у звільнені села. 

## Громадська діяльність
У 2016 році був куратором ініціативних груп Громадської організації «Цивільний Корпус АЗОВ» у Харкові.
У червні 2016 заснував дитячий національно-патріотичний табір «Слобожанин», який став щорічною платформою для виховання молоді в дусі українських традицій, історії та гартування характеру.
У березні 2017 під час вибухів складів разом з групою однодумців виїхав до Балаклії, де створив координаційний штаб, у якому люди могли отримати їжу та одяг.
У серпні 2018 відкрив спортивну залу та молодіжний центр.
У грудні 2018 започаткував реабілітаційний центр для ветеранів АТО/ООС «Братерська Цитадель».
У липні 2019 встановив сучасний кросфіт комплекс на міському пляжі Харкова.
По харківській області встановлено п’ять пам’ятних хрестів на честь «загиблих за Україну». 
За його ініціативи та при його безпосередній участі була закрита ціла низка незаконних наливайок та наркопритонів у Харкові.
У 2021 році було обрано головою громадської ради при харківській державній адміністрації.

### Ініціативи з підтримки родин загиблих
Костянтин Немічев активно займається підтримкою родин загиблих побратимів. Його ініціативи включають організацію заходів на вшанування пам’яті полеглих воїнів, встановлення меморіальних дошок, а також створення муралів на честь загиблих героїв. Ці дії спрямовані на збереження пам’яті про полеглих та підтримку їхніх родин  .

### Громадська рада при Харківській обласній державній адміністрації
У 2021 році Костянтина Немічева було обрано головою Громадської ради при Харківській обласній державній адміністрації .
Під час пандемії COVID-19 Громадська рада організовувала продовольчу допомогу для пенсіонерів та малозабезпечених. Також вона активно займалася екологічними питаннями міста Харкова, зокрема, боролася за закриття коксохімічного заводу, який отруював повітря містян. 
Крім того, Громадська рада виконувала функції контролюючого органу при обласній державній адміністрації. Її члени брали участь у сесіях, робочих нарадах та публічних обговореннях, сприяючи прозорості та ефективності роботи адміністрації.

## Політична діяльність
У січні 2018 року призначений Головою харківського обласного осередку політичної партії «Національний Корпус». 
У квітні 2019 був кандидатом в народні депутати у 170 окрузі Харкова.
Підготував та подавав проєкт рішення, про заборону продажу алкогольних напоїв в радіусі 300 метрів від навчального закладу.
У липні 2021 року заявив про готовність бути кандидатом від «Національного Корпусу» на посаду Харківського міського голови.
У серпні 2021, в результаті праймеріз, став єдиним кандидатом на пост міського голови Харкова від проукраїнських сил.
У жовтні 2021 на виборах Харківського міського голови отримав 4,25% підтримки, а це 12 295 голосів виборців.

## Нагороди
- Відзнака Президента України «За участь в антитерористичній операції»;
- Відзнака полку «АЗОВ» «Широкинська операція»;
- Подяка Міністерства у справах ветеранів;
- Подяка Харківської обласної державної адміністрації «За участь в АТО».
- Нагородна зброя від ГУР МО;
- Подяка від Голови Верховної Ради;
- Медаль За оборону міста Харкова від Начальника харківського гарнізону;
- Відзнака «30 років воєнній розвідці»;
- Медаль За оборону міста Харкова від харківського міського Голови;
- Відзнака від ГУР МО «Україна понад Усе»;
- Почесний нагрудний знак «Срібний хрест»;
- Орден Данила Галицького;
- Орден святого вмч. Юрія Переможця;
- Нагородна зброя - СZ P-10F.

## Публікації
У 2024 році Костянтин Немічев став одним із героїв книги '''«Харків. 20 розмов про незламність»''', яка містить інтерв'ю з харків'янами, що проявили героїзм під час повномасштабного вторгнення Росії в Україну. Автор книги — Олександр Красовицький, генеральний директор видавництва «Фоліо». У книзі представлені історії військових, рятувальників, волонтерів, представників влади та інших мешканців Харкова, які зробили вагомий внесок у захист міста. 